# Académie politique
L’Académie politique est une école destinée à la formation des diplomates français, en activité de 1712 à 1715 et de 1717 à 1720.

## Histoire
À l'initiative de Jean-Baptiste Colbert de Torcy, alors secrétaire d'État aux Affaires étrangères, les statuts de l'Académie politique sont rédigés en mars 1712. Elle est destinée à accueillir six jeunes gens âgés de dix-huit à vingt-cinq ans « ayant un bien suffisant pour s'entretenir avec décence ». Ils perçoivent un traitement annuel de mille livres. Ils étudient les langues étrangères (espagnol, italien, voire anglais), mais aussi les archives de la diplomatie française et les négociations en cours. 
L'Académie est suspendue en 1715, lorsque Colbert de Torcy quitte les Affaires étrangères, à la mort de Louis XIV. Le marquis d'Uxelles la remet en activité fin 1717, avant qu'elle soit définitivement fermée par le cardinal Dubois en 1720.
Elle a compté parmi ses élèves le marquis d'Argenson, secrétaire d'État aux Affaires étrangères de 1744 à 1747, ainsi que Louis-Augustin Blondel, ambassadeur qui a fait l'objet d'une étude approfondie au début du XXe siècle.

## Sources
- Guy Thuillier, La première école d'administration : l'Académie politique de Louis XIV, Paris, Droz, 1996
- J. Klaitz, « Hommes de lettres et réforme politique en France à la fin du règne de Louis XIV : la fondation de l'Académie politique », Revue d'histoire diplomatique, janvier-juin 1975, p. 7.